# Wysszaja liga kirgiska w piłce nożnej (2004)
Wysszaja liga (2004) – 13. edycja najwyższej piłkarskiej klasy rozgrywkowej w Kirgistanie. Rozgrywki odbywają się systemem wiosna-jesień. Wzięło w nich udział 10 drużyn, grając systemem kołowym w 4 rundach. Tytułu nie obroniła drużyna Dżasztyk-Ak-Ałtyn Karasuu. Nowym mistrzem Kirgistanu został zespół Dordoj-Dinamo Naryn. Tytuł króla strzelców zdobył Zamirbek Żumagułow, który w barwach klubu Dordoj-Dinamo Naryn strzelił 28 goli.

## Tabela końcowa
|    | Klub                      | M  | Z  | R | P  | Br+ | Br- | Pkt | Uwagi         |
| 1  | Dordoj-Dinamo Naryn       | 36 | 32 | 2 | 2  | 126 | 17  | 98  | Mistrz        |
| 2  | SKA-Szoro Biszkek         | 36 | 30 | 3 | 3  | 107 | 20  | 93  |               |
| 3  | Dżasztyk-Ak-Ałtyn Karasuu | 36 | 25 | 2 | 9  | 84  | 38  | 77  |               |
| 4  | RUOR Gwardija Biszkek     | 36 | 20 | 3 | 13 | 66  | 55  | 63  |               |
| 5  | Abdysz-Ata Kant           | 36 | 14 | 4 | 18 | 63  | 75  | 46  |               |
| 6  | Ałaj Osz                  | 36 | 13 | 3 | 20 | 48  | 60  | 42  |               |
| 7  | Dżajil-Baatyr Karabałta   | 36 | 10 | 3 | 23 | 44  | 85  | 33  | Spadek        |
| 8  | Neftczi Koczkorata        | 36 | 9  | 2 | 25 | 30  | 87  | 29  | Wycofanie się |
| 9  | Szoro Biszkek             | 36 | 7  | 2 | 27 | 26  | 88  | 23  | Wycofanie się |
| 10 | Kirgistan U-21            | 36 | 6  | 2 | 28 | 25  | 100 | 20  |               |